# Rülzheim
Rülzheim é um município da Alemanha localizado no distrito de Germersheim, estado da Renânia-Palatinado.
É membro e sede do Verbandsgemeinde de Rülzheim.